# Заказнов, Николай Петрович
Николай Петрович Заказнов (12.12.1920-13.01.1995) — учёный и изобретатель в области приборостроения, доктор технических наук, профессор, заслуженный деятель науки и техники РСФСР, лауреат Государственной премии СССР.

## Биография
Родился 12.12.1920 в Москве.
В 1938 году поступил в Московский механико-машиностроительный институт им. Н. Э. Баумана. После начала Великой Отечественной войны был направлен в группу академика Н. Г. Бруевича для проектирования специальных авиабомб. Параллельно учился в Московском институте инженеров геодезии, аэрофотосъёмки и картографии (МИИГАиК). Там же работал после его окончания, защитил в 1948 году кандидатскую и в 1964 году докторскую диссертации. С 1956 по 1957 год преподавал в Пекинском политехническом институте, институтах в Шанхае и Ханчжоу. В 1965—1967 гг. зав. кафедрой приборостроения.
В 1967 году после смерти Ивана Афанасьевича Турыгина избран заведующим кафедрой прикладной оптики Московского высшего технического училища им. Н. Э. Баумана и занимал эту должность до 1988 года.
Участвовал в разработке приборов для космической техники.
Автор около 200 публикаций, получил более 20 авторских свидетельств о разработках оптических устройств. Его работы переведены на английский, немецкий, итальянский, испанский, китайский, венгерский, чешский, польский, болгарский языки.
Его учебник (написан в соавторстве с Б. Н. Бегуновым, С. И. Кирюшиным и В. И. Кузичевым) «Теория оптических систем» переведён на английский и испанский языки. За него в 1985 г. присуждена Государственная премия СССР.
Заслуженный деятель науки и техники РСФСР.
Умер 13 января 1995 года после продолжительной тяжёлой болезни. Похоронен на Введенском кладбище (участок 25).
Сочинения:
- Аналогии в фотограмметрической оптике : диссертация … доктора технических наук : 05.00.00. — [Москва], 1963. — 194 с. : ил.
- Теоретические основы и расчет аэрофотозатворов [Текст] : Пособие для студентов оптико-механ. специальности / Моск. ин-т инженеров геодезии, аэрофотосъемки и картографии MB и ССО РСФСР. — Москва : [б. и.], 1962. — 96 с. : черт.; 19 см.
- Теория оптических систем [Текст] : [Учеб. пособие для втузов] / Б. Н. Бегунов, Н. П. Заказнов. — Москва : Машиностроение, 1973. — 488 с. : черт.; 21 см.
- Прикладная геометрическая оптика. — Москва, 1984.
- Затворы аэрофотоаппаратов [Текст]. — Москва : Недра, 1965. — 86 с. : ил.; 21 см.
- Специальные вопросы расчета и изготовления оптических систем [Текст]. — Москва : Недра, 1967. — 124 с. : ил.; 22
- Теория оптических систем : учебное пособие для студентов вузов, обучающихся по направлению подготовки 200200-«Оптотехника» и оптическим специальностям / Н. П. Заказнов, С. И. Кирюшин, В. И. Кузичев. — Изд. 4-е, стер. — Санкт-Петербург [и др.] : Лань, 2008. — 446, [1] с. : ил.; 21 см. — (Учебники для вузов. Специальная литература).; ISBN 978-5-8114-0822-1 см.
- Изготовление асферической оптики [Текст]. — Москва : Машиностроение, 1978. — 248 с. : ил.; 22 см.